# Neuvaine
Pour les articles homonymes, voir Neuvaine (homonymie).
Une neuvaine (du latin novem, neuf) est dans l'Église catholique une dévotion privée ou publique de neuf jours, destinée à obtenir des grâces déterminées. Tandis que l'octave a un caractère joyeux et plus festif, la neuvaine combine le deuil et l'espoir, elle est empreinte de soupir et de prière. On peut y voir, en modèle, les neuf jours séparant l'Ascension de Jésus au ciel et la descente de l'Esprit-Saint le jour de la Pentecôte, durant lesquels "Tous étaient assidus à la prière, avec quelques femmes dont Marie la mère de Jésus, et avec les frères de Jésus". « Le chiffre neuf dans l'Écriture sainte marque la souffrance et le chagrin ».
La neuvaine est permise, voire recommandée par l'autorité ecclésiastique, mais n'a toujours pas trouvé sa place exacte dans la liturgie de l'Église. Elle n'en a pas moins été de plus en plus appréciée et en usage chez les fidèles. On peut distinguer quatre sortes de neuvaines : les neuvaines de deuil, de préparation, de prière et les neuvaines indulgenciées, bien qu'une telle distinction ne soit pas exclusive.

## Histoire

### Origine chez les Romains et les Grecs
Nous trouvons parmi les Romains de l'Antiquité une célébration religieuse officielle de neuf jours dont Tite-Live rapporte l'origine. Après que des pierres furent tombées du ciel sur le mont Albain, on procéda à un sacrifice officiel de neuf jours pour apaiser les dieux et éviter le mal, que ce fut à la suite d'un avertissement d'en haut ou sur l'avis des augures. À partir de ce moment-là fut faite la même neuvaine de sacrifices chaque fois que l'on annonçait un prodige du même genre.
Outre cette coutume, il existait aussi chez les Grecs et les Romains celle d'observer un deuil de neuf jours, avec une cérémonie spéciale le neuvième jour, après la mort ou l'ensevelissement. Tout cela pourtant relevait plutôt du domaine privé ou familial. Les Romains célébraient aussi leur parentalia novendialia, une neuvaine annuelle (du 13 au 22 février) pour commémorer tous les membres défunts de leurs familles. La célébration se terminait le neuvième jour par un sacrifice et un banquet joyeux. On trouve une référence à cette coutume dans les lois de l'empereur Justinien, où il est interdit aux créanciers de déranger les héritiers de leur débiteur pendant neuf jours après sa mort.

### Adaptation chez les chrétiens

#### Neuvaine de deuil
La Neuvaine des Morts est une neuvaine préparatoire à la commémoration des fidèles défunts du 2 novembre selon une antique tradition catholique : pendant huit jours consécutifs, les fidèles catholiques participent à divers actes de dévotion en suffrage des âmes du purgatoire par des prières, confession, communion et œuvres de charité. Cette neuvaine est parfois appelée octave, mais contrairement aux octaves de Noël, Pâques ou Pentecôte, elle n'a jamais été mentionnée dans la calendrier liturgique, étant seulement une tradition populaire profondément enracinée dans la dévotion pour les âmes des défunts.
Cette neuvaine, qui trouve son origine dans les traditions païennes de la Rome antique, était vue d'un mauvais œil par Saint Augustin mais avec le temps, elle est christianisée jusqu'à devenir une dévotion promue par les frères augustins à partir de la prédication de Saint Nicolas de Tolentino au XIIIe siècle. Rejetée par Martin Luther et les Églises protestantes, cette neuvaine s'enracine dans la tradition catholique à la Contre-Réforme. La Révolution raréfie sa pratique mais à la Restauration, la neuvaine des morts est associée à un renouveau missionnaire portée par les Dominicains, les Jésuites et les Franciscains; en parallèle avec les Conférences de Carême. Après la Première Guerre Mondiale, la neuvaine pour les morts prend une nouvelle tonalité dans la prière pour les morts au combat. Aujourd'hui, la pratique de la neuvaine des morts s'est raréfiée depuis le Concile Vatican II, bien qu'elle demeure une dévotion populaire dans certaines régions comme la Sicile ou la Corse.

#### Neuvaine de préparation

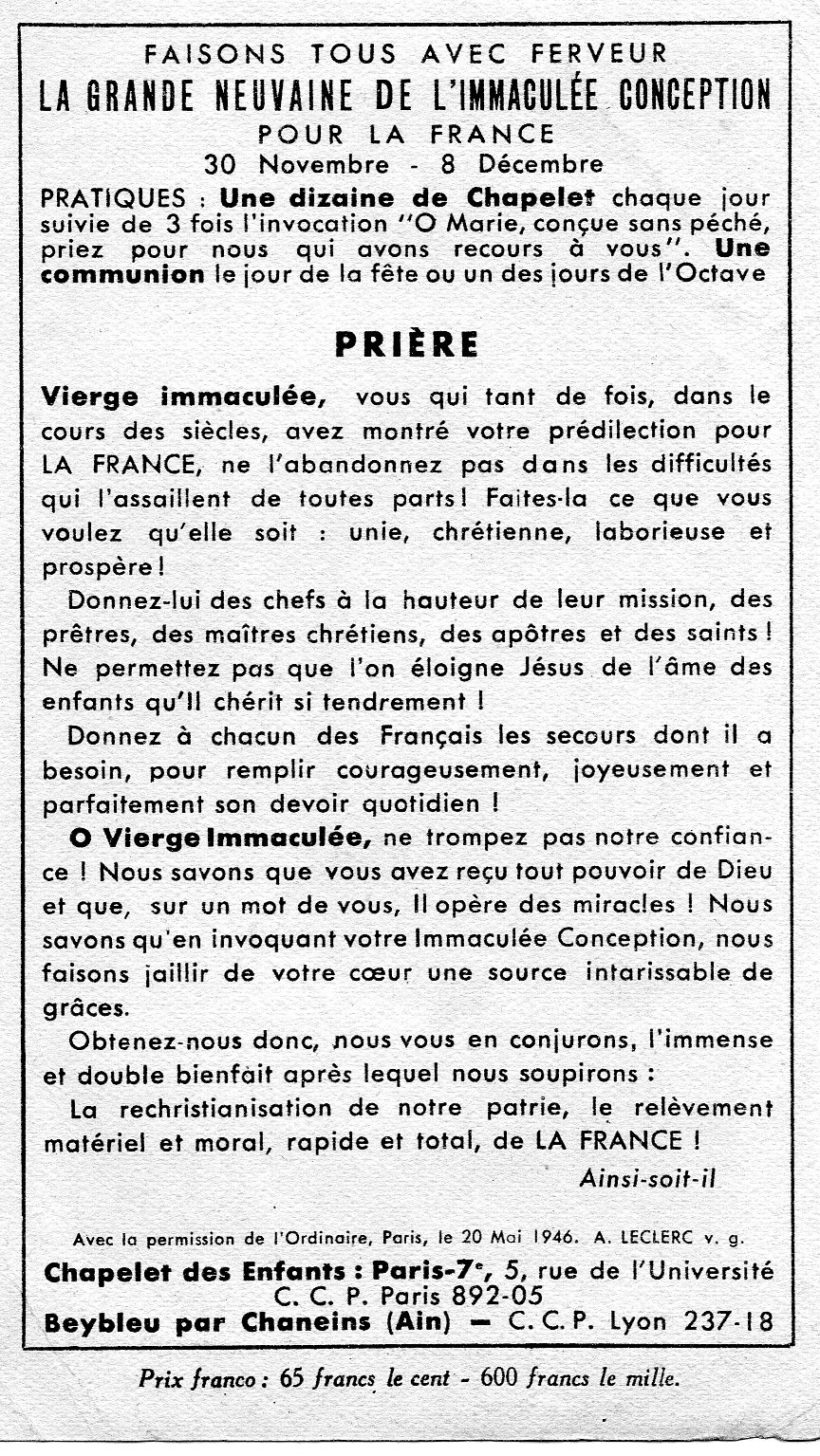
Imprimé de 1946 exhortant à une neuvaine à la Vierge Marie Immaculée pour le salut de la France.

Outre la neuvaine pour les morts, nous trouvons pendant le Haut Moyen Âge la neuvaine de préparation mais, au début, seulement avant Noël et seulement en Espagne et en France. Elle avait son origine dans les neuf mois que Jésus avait passés dans le ventre de sa mère, de l'Incarnation à la Nativité. En Espagne le dixième concile de Tolède de 656 transféra pour le pays entier l'Annonciation au 18 décembre, comme la fête qui préparait le mieux à Noël. Il apparaît ainsi qu'une neuvaine de préparation à Noël a été immédiatement mise en place pour toute l'Espagne. Quoi qu'il en soit, dans une question envoyée des Açores (Insulae Angrenses) à la Sacrée congrégation des rites, on en appelait à la « coutume vénérable » de célébrer, juste avant Noël, neuf messes votives en l'honneur de Notre-Dame. Et puisque le peuple continuait à participer à cette célébration, l'usage fut validé le 28 septembre 1658. Un Ordinarium français  prescrit que la préparation pour Noël, le neuvième jour, doit commencer par les antiennes Ô et que chaque jour, au Magnificat, on encense l'autel et le chœur. L’Ordinarium de Nantes et l'Antiphonaire de Saint-Martin de Tours, à la place des sept antiennes Ô communes, en a neuf pour les neuf jours qui précèdent Noël et ceux-ci étaient chantés avec une solennité spéciale. En Italie la neuvaine semble ne s'être répandue qu'au XVIIe siècle. Enfin, la Praxis cæremoniarum seu sacrorum Romanæ Ecclesiæ Rituum accurata tractatio du théatin Piscara Castaldo, livre approuvé en 1525 par le père général dont dépendait l'auteur donne des directives complètes pour célébrer la neuvaine de Noël avec exposition du Saint-Sacrement. L'auteur remarque que cette neuvaine, qui commémore les neuf mois passés par Jésus dans le ventre de sa mère, a été célébrée avec solennité dans un grand nombre de lieux en Italie. Et au début du XVIIIe siècle la neuvaine de Noël tenait une place si éminente que la Sacrée Congrégation des Rites, le 7 juillet 1718, dans un cas spécial, a permis pour elle seulement la célébration solennelle avec Exposition du Saint-Sacrement.
Mais avant cela, au moins en Sicile, la coutume était apparue chez les religieux de préparer la fête de leur fondateur grâce à une neuvaine de messes ; ces Missæ novendiales votivæ ont elles aussi, le 2 septembre 1690, été autorisées. En général, au XVIIe siècle, de nombreuses neuvaines avaient lieu, surtout dans les églises de religieux et elles étaient adressées aux saints des différents ordres. Deux cents ans plus tard, à la demande de la Sicile, le Saint-Sacrement fut exposé au cours de la célébration de neuvaines, une permission spéciale fut accordée et, dans les décrets sur les Missæ votivæ du 30 juin 1896, il est réellement question des Missæe votivæ novendiales B.M.V. Au moins de cette manière, alors, la neuvaine obtint sa reconnaissance, même dans la liturgie.

#### Neuvaine de prière

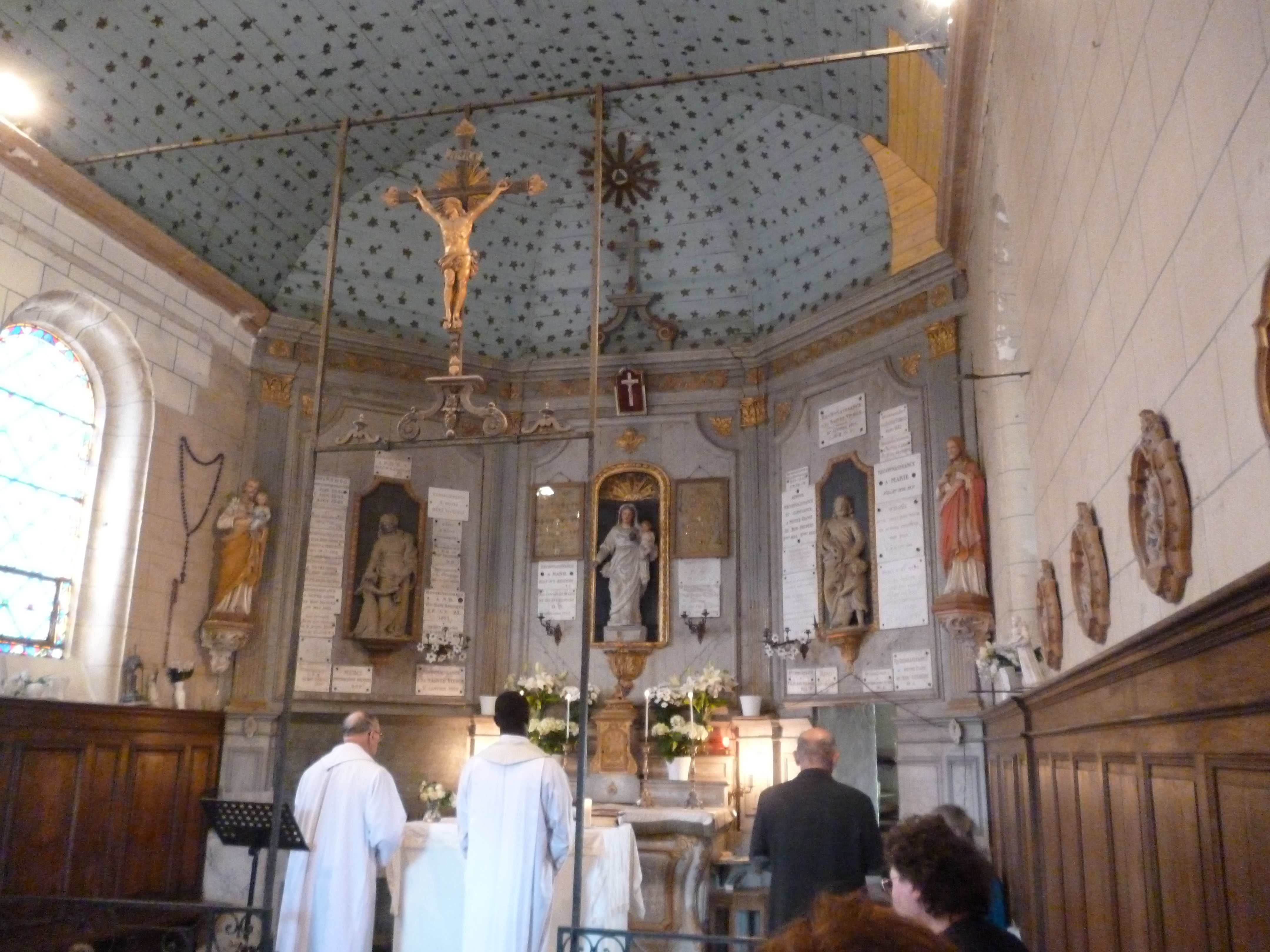
Neuvaine célébrée en la chapelle Notre-Dame-du-Bon-Secours à Gannes.

En même temps que la neuvaine de préparation, la neuvaine de prière proprement dite est apparue, semble-t-il, chez les fidèles qui, dans leur détresse, s'adressaient aux saints avec une neuvaine, surtout dans le but de recouvrer la santé. Le foyer d'origine de cette neuvaine doit avoir été la France, la Belgique et la vallée inférieure du Rhin. On remarque surtout jusqu'à l'an 1000 les neuvaines à saint Hubert, à saint Marcoult et saint Momble. Ce dernier était considéré comme le patron particulier pour les maladies de la tête et du cerveau ; les neuvaines qu’on lui adressait se faisaient surtout dans le monastère de Sainte-Croix à Bordeaux, où le saint était enterré. C'est saint Marcout qui avait accordé aux rois de France le pouvoir de guérir les écrouelles en touchant les malades avec leur main. À cette fin, peu après leur couronnement et leur onction à Reims, ils devaient aller en personne en pèlerinage au tombeau de saint Marcout à Corbeny et y faire une neuvaine. Ceux qui par la suite étaient guéris devaient faire une neuvaine analogue. Mais la neuvaine la plus connue est celle à saint Hubert, qui de nos jours existe encore. Elle visait à sauver les personnes mordues par un chien ou un loup enragé.
La dernière de ces neuvaines a été critiquée plus tard, particulièrement par les Jansénistes, et rejetée comme superstitieuse. Plus tôt Gerson, au XIVe siècle, avait mis en garde contre l'abus superstitieux de cette neuvaine. Mais il ne rejette pas les neuvaines en général et ses travaux nous montrent que, de son temps, elles s'étaient déjà répandues. Mais en dépit de l'avertissement de Gerson, les neuvaines ont été depuis cette époque de plus en plus en faveur auprès des fidèles, et leurs nombreux effets, parfois miraculeux, n'y ont pas peu contribué. Benoît XIV parle d'un certain nombre de miracles de ce genre cités dans les procès de canonisation. Les catholiques savent de leur propre expérience que la neuvaine n'est nullement une coutume païenne et superstitieuse, mais un des meilleurs moyens d'obtenir des grâces célestes par l'intercession de la Vierge et de tous les saints. La neuvaine de prière est ainsi une sorte de prière qui porte en elle, pour ainsi dire, comme une promesse d'être entendu, la confiance et la persévérance, deux qualités les plus importantes pour l'efficacité de la prière.

#### Neuvaine indulgenciée
Une indulgence partielle est accordée au fidèle qui invoque pieusement un saint (notamment saint Joseph, époux de la Vierge Marie) par des prières légitimement approuvées par l'Église.

### Symbolisme du chiffre 9
Même si l'emploi du nombre neuf dans le christianisme remontait à une utilisation analogue dans le paganisme, son utilisation ne mériterait aucun blâme et ne montrerait aucune superstition. Non, bien sûr, que chaque variation individuelle ou chaque ajout fait dans n'importe quelle neuvaine privée puisse être par là justifié ou défendu. On peut abuser de la coutume la plus sainte, mais l'utilisation du chiffre neuf peut être non seulement justifiée, mais même interprétée dans le meilleur sens. Le chiffre dix est le plus élevé, le numerus maximus, autrement dit le plus parfait, celui qui convient à Dieu ; le chiffre neuf, un dix qui n'a pas réussi, est le chiffre de l'imperfection, celui qui convient à la nature mortelle. C'est en ce sens d'une certaine façon que les Pythagoriciens, Philon le Juif, les Pères de l'Église, et les moines du Moyen Âge, ont philosophé sur le sens du nombre de neuf. Voilà pourquoi il était adapté pour être utilisé lorsque l'homme dans son imperfection adresse sa prière à Dieu.
Dans la neuvaine de deuil et la messe du neuvième jour, on rappelait au Moyen Âge que le Christ avait rendu l'âme dans une prière à la neuvième heure, comme dans les livres pénitentiels, ou on remarquait que, par le biais d'une messe au neuvième jour, on marquait le départ jusqu'aux rangs des neuf chœurs des anges. Pour l'origine de la neuvaine de prière, nous pouvons attirer l'attention sur le fait que la neuvième heure dans la synagogue, de même que la none dans l'Église chrétienne, était dès le début une heure de prière, de sorte qu'elle a été comptée parmi les « heures apostoliques ».

## Référence de traduction
Cet article est partiellement ou en totalité issu d'une traduction de l'article de la Catholic Encyclopedia en anglais intitulé « novena ».